# گیلووکا دولنا
گیلووکا دولنا (به لاتین: Gilówka Dolna) یک روستا در لهستان است که در گمینا ایووو واقع شده‌است.